# Лора Оснес
Лора Оснес (англ. Laura Osnes; нар. 19 листопада 1985, Бернсвіль, США) — американська акторка та співачка, відома роботою на бродвейській сцені. Виконала головні ролі у фільмах Grease (Сенді), South Pacific (Неллі Форбуш), Anything Goes (Гоуп Гаркорт) і Bonnie and Clyde (Бонні Паркер), за що номінована на премію Тоні як найкраща жіноча роль у мюзиклі. Також знялася в головній ролі «Попелюшки» Роджерса і Гаммерштейна на Бродвеї, за що отримала Drama Desk Award і другу номінацію на Тоні за найкращу жіночу роль у мюзиклі.

## Раннє життя
Лора Оснес народилася в Бернсвіллі, штат Міннесота, виросла в сусідньому Ігані, передмісті Сент-Пола, і є християнкою. Її перший акторський виступ був у другому класі, де вона зіграла манчкіна у «Чарівнику країни Оз». Оснес відвідувала середню школу Іган. Навчалася в Університеті Вісконсіна — Стівенс-Пойнт протягом одного року за спеціальністю «Музичний театр», після чого полишила навчання, щоб продовжити професійну кар'єру.
У 2005—2006 роках вона повернулася до Міннеаполіса, щоб стати підмайстринею в Дитячій театральній трупі, зігравши в «Робота», «Аладдін-молодший», «Випускний вечір» і «Пеппі Довгапанчоха». Вона також виконала головну роль Сенді в Grease у найбільшому національному театрі-вечері Chanhassen Dinner Theatres, але її участь була перервана, коли її вибрали для участі в національному телевізійному конкурсі талантів на Бродвеї Grease: You're the One that I Want!.
У 2015 році Оснес була суддею та наставницею Songbook Academy, літнього інтенсиву для старшокласників, який проводить Great American Songbook Foundation.

## Кар'єра

### Grease
У серіалі Лора Оснес отримала прізвисько «Містечко Сенді». Вона була фавориткою на перемогу протягом усього шоу, жодного разу не з'явившись у двох нижніх «відспівах» під час показу шоу. Її назвали переможницею 25 березня 2007 року, що означало, що вона виконає головну роль Сенді разом із Максом Краммом, який виграв роль «Денні».
20 липня 2008 року Оснес і Крамм зіграли свої останні ролі в ролях Сенді і Денні, а їх змінили Ешлі Спенсер і Дерек Кілінг, які посіли друге місце в Grease: You're the One that I Want!

### Post-Grease
Лора Оснес зіграла головну роль у виставі «Бродвей: три покоління» Центру виконавських мистецтв імені Кеннеді, вечорі на три дії, що містить скорочені версії Girl Crazy, Bye Bye Birdie та Side Show. Шоу було представлено в театрі Ейзенхауера Кеннеді-центру 2-5 жовтня 2008 року. Потім вона зіграла Елізабет (Ліззі) Беннет для концертної версії нового бродвейського мюзиклу «Гордість і упередження», представленого 21 жовтня 2008 року в театрі Eastman в Рочестері, Нью-Йорк. На початку грудня Оснес повернулася додому в Міннеаполіс і виступила у місцевому різдвяному конкурсі. 11 січня 2009 року вона взяла участь у Rock Tenor Showcase, демонстрації нового концертного досвіду, який поєднує класичну та бродвейську музику з рок-н-рольними піснями, у Florence Gould Hall на Мангеттені, а потім співала в Dreamlight Theatre. Серія концертів компанії «Яскраві вогні» ввечері 26 січня під назвою «Ніч з жінками».

### Сценічна кар'єра
У березні 2009 року Лора Оснес виконала роль прапорщиці Неллі Форбуш у відродженні бродвейського театру Лінкольн-центру в Південній частині Тихого океану. Вона залишалася в шоу до 4 жовтня 2009 року, коли оригінальна зірка виробництва, Келлі О'Гара, повернулася з декретної відпустки. Потім вона зіграла Бонні Паркер у світовій прем'єрі «Бонні та Клайд» у La Jolla Playhouse з 10 листопада по 20 грудня 2009 року. Оснес повернулася до ролі Неллі Форбуш у «Південній частині Тихого океану» на Бродвеї 5 січня 2010 року. Вона зіграла свій фінал. 8 серпня 2010 вона повторила роль Бонні Паркер у «Бонні і Клайд» в репертуарному театрі Asolo, Сарасота, штат Флорида, в листопаді та грудні 2010 року.
Потім Оснес зіграла Гоуп Гаркорт у бродвейському відродженні «Anything Goes», попередні покази якого почалися 10 березня 2011 року та офіційно відбулися 7 квітня 2011 року, у головних ролях Саттон Фостер і Джоел Грей. За цю роль Оснес була номінована на премію Outer Critics Circle за найкращу жіночу роль у мюзиклі, а також на премію Drama Desk за найкращу жіночу роль у мюзиклі. Вона також була номінована на премію Астера за досягнення в танці. Оснес покинула виробництво 11 вересня 2011 року.
Починаючи з попередніх показів 4 листопада 2011 року з прем'єри 1 грудня, Оснес знову зіграла Бонні Паркер, цього разу в бродвейському дебюті «Бонні та Клайд» у театрі Джеральда Шенфельда. До неї приєднався її колега по акторському складу представника Asolo Джеремі Джордан у ролі Клайда. Шоу отримало негативні відгуки, мало продані квитки і було закрите 30 грудня 2011 року. Однак, попри реакцію критики на постановку, Оснес отримала схвальні відгуки за свою гру, а також свою першу номінацію на премію Тоні за найкращу головну жіночу роль у мюзиклі.
Наступного разу Оснес виступила на церемонії нагородження Центру Кеннеді в 2011 році, віддаючи данину пам'яті Барбари Кук разом із Саттон Фостер, Ребеккою Люкер, Келлі О'Гара, Патті ЛуПон, Гленн Клоуз і Одрою МакДональд.
У січні 2012 року вона зіграла головну героїню в читанні переробленої адаптації мюзиклу Роджерса і Гаммерштейна «Попелюшка». Потім вона вела Encores!, концертну постановку Роджерса і Гаммерштейна «Свій сон» за мотивами роману Джона Стейнбека «Солодкий четвер». Під керівництвом Марка Бруні постановка тривала з 28 березня по 1 квітня 2012 року. 24 квітня 2012 року Лора Оснес виступила гедлайнеркою концертного виконання The Sound of Music у Карнегі-Хол (Нью-Йорк) у ролі Марії. Також були представлені Тоні Голдвін у ролі капітана фон Траппа, Брук Шилдс у ролі Ельзи Шредер і Патрік Пейдж у ролі Макса Детвейлера.
Оснес зіграла головну роль у Попелюшці на Бродвеї, попередні покази якої почалися в Бродвейському театрі 25 січня та відкрилися 3 березня 2013 року. Оснес отримала позитивні відгуки, отримала нагороду Drama Desk у 2013 році та була номінована на премію Тоні за свою гру. Вона залишила виробництво 26 січня 2014 року, її замінила Карлі Рей Джепсен.
З березня по травень 2014 року Оснес грала Поллі Пічам у виставі Atlantic Theatre Company Off-Broadway, яка відновила «Трьохгрошову оперу». За цю роль Оснес отримала другу номінацію на премію Drama Desk за найкращу акторку в мюзиклі. Навесні 2015 року Оснес зіграла Джулі Джордан у постановці Ліричної опери Чикаго «Карусель» разом зі Стівеном Паскуале. Постановка була закрита 3 травня 2015 року. Постановка отримала позитивні відгуки.
Вона взяла участь у світовій прем'єрі нового оригінального мюзиклу Bandstand у постановці та хореографії Енді Бланкенбюлера, прем'єра якого відбулася в Paper Mill Playhouse, штат Нью-Джерсі, з 8 жовтня по 8 листопада 2015 року. У мюзиклі є музика Річарда Оберакера та книга і слова Роберта Тейлора та Оберакера. Нещодавно Оснес зіграла головну роль у мюзиклі на Бродвеї в Jacobs Theatre разом зі своїм колегою Корі Коттом. Він відкрився 26 квітня 2017 року, а попередні покази починаються 31 березня. Постановка була закрита на Бродвеї 17 вересня 2017 року після 24 попередніх переглядів і 166 регулярних вистав.
Після закриття Bandstand Оснес часто виступала в шоу Broadway Princess Party, прем'єра якого відбулася на Feinstein's/54 Below, яке вона також веде та розробляє спільно з музичним керівником Бенджаміном Раугалою. Вечірка принцеси стала регулярним живим заходом у цьому місці, який збирає як популярних, так і перспективних акторок; під час цих виступів кожна акторка приймає образ принцеси Діснея та виконує пісню зі сцени чи екрана в ролі цієї принцеси, причому Оснес зазвичай керує та виступає як Попелюшка. Вона також виступає в цьому шоу на виїзді послідовно з колегами-бродвейськими акторками Сьюзан Іган (Красуня і Чудовисько, Геркулес) і Кортні Рід (Аладдін).
У серпні 2021 року Оснес припинила концертну постановку пісні Crazy For You в Guild Hall в Іст-Гемптоні, штат Нью-Йорк, після того, як продюсери зобов'язали виконавців робити щеплення від COVID-19, хоча вона спростувала перші повідомлення про те, що її звільнили, і сказала, що вирішила піти і захищала своє рішення не робити щеплення.

### Телебачення і кіно
У 2011 році Лора Оснес виконала роль у пілотному фільмі HBO «Чудовий рік» з Лі Пейсом, Сьюзен Сарандон, Патті ЛуПон, Едді Редмейном і Норбертом Лео Буцом; шоу не було підхоплене мережею. У 2013 році вона озвучила гостьову роль у дитячому шоу Nickelodeon Team Umizoomi як «Сонячна Фея Сонця». У 2013 році вона з'явилася в епізоді телесеріалу CBS Elementary.
У 2015 році вона була запрошеною артисткою щорічного концерту хору Скинії на Храмовій площі, присвяченого Дню піонерів, «Музика для літнього вечора», який транслювався на BYUtv. Вона також виступала з Хором Скинії, Оркестром на Храмовій площі та Дзвонами на Храмовій площі на щорічних різдвяних концертах Хору Скинії в грудні (2015), які транслювались на PBS. 4 липня 2017 року вона виступила на каналі PBS A Capitol Fourth, який транслювався в прямому ефірі із Західної галявини Капітолію США.
Лора Оснес знялася у фільмі каналу Hallmark «У ключі кохання», зі Скоттом Майклом Фостером у ролі Меггі Кейс. Фільм вийшов у мережу 11 серпня 2019 року. Вона також зіграла роль Шарлотти у серіалі Hallmark Movies & Mysteries «Повернення додому на свята» та Анни в серіалі One Royal Holiday каналу Hallmark разом з Аароном Твейтом і Вікторією Кларк.

## Особисте життя
23 грудня 2006 року після тривалих стосунків з Натаном Джонсоном пара вирішила одружитися, що відбулося 11 травня 2007 року. Жив на Манхеттені з чоловіком та собакою Лайлою.

## Телебачення
- Дивовижна місіс Мейзел (2018)
- Елементарно (2013)